# Präfekturparlamentswahl in Tokio 2005
Die Präfekturparlamentswahl in Tokio 2005 (jap. 2005年東京都議会議員選挙, 2005-nen Tōkyō-togikai giin senkyo) fand am 3. Juli 2005 statt. Zur Wahl standen alle 127 Sitze im Parlament der japanischen Präfektur Tokio durch nicht übertragbare Einzelstimmgebung in 35 Mehrmandats- und sieben Einmandatswahlkreisen.

## Vorgeschichte und Wahlkampf
Die Präfektur Tokio wählt seit 1965 ihr Parlament nicht mehr bei einheitlichen Regionalwahlen. Deshalb und weil Tokio die bevölkerungsreichste Präfektur und Sitz des nationalen Parlaments und der Zentralregierung ist, kommt den Wahlen zum Präfekturparlament meist hohe nationale Aufmerksamkeit zu, und politische Auseinandersetzungen in der Präfektur werden in hohem Maße von den nationalen Parteien bestimmt.
Auf nationaler Ebene sah sich das national regierende zweite Kabinett Koizumi aus Liberaldemokratischer Partei (LDP) und Kōmeitō einer von Wahl zu Wahl stärker werdenden Demokratischen Partei (DPJ) gegenüber, die bei der Unterhauswahl 2003 und der Oberhauswahl 2004 deutliche Gewinne verzeichnet hatte. Die Zustimmungsrate von Koizumis Kabinett lag in Umfragen unter 50 %, hatte sich aber von niedrigeren Werten Anfang des Jahres erholt.
In ihren Tokioter Wahlprogrammen für die Parlamentswahl (local manifesto) versprach die LDP unter anderem ökologische Reformen, gegen das Wärmeinselphänomen vorzugehen und die Verkehrsinfrastruktur zu verbessern, die DPJ unter anderem, die Kosten für Erdbebenschutzumbauten steuerfrei zu machen, die lokale Autonomie der Schulen zu erhöhen und die Kosten des Wasserleitungsamtes der Präfektur zu senken.
Offizieller Wahlkampfbeginn war der 24. Juni 2005. Die LDP nominierte 57 Kandidaten, die DPJ 51, die Kommunistische Partei Japans (KPJ) 43 und die Kōmeitō 23. Daneben gab es 10 Kandidaten vom Tōkyō Seikatsusha Network, einer auf Verbraucherschutz konzentrierten Bürgerbewegung, die auf nationaler Ebene die Demokratische Partei unterstützt und Ende der 1990er Jahre bei der Bürgermeisterwahl in Kunitachi und bei Präfekturparlamentswahlen erfolgreich war, ein SDP-Kandidat, 5 Kandidaten anderer Parteien sowie 30 unabhängige Bewerber für einen Sitz im Parlament in Shinjuku. Bei den Wahlkreisstrategien und Kandidatennominierungen kooperierte die LDP mit der Kōmeitō und die DPJ mit Seikatsusha Net und SDP.

## Wahlergebnis
Die Wahlbeteiligung fiel um knapp acht Prozentpunkte auf 43,99 %.
Nachwahlbefragungen der Asahi Shimbun zufolge entschieden sich viele parteiungebundene Wähler, die 2001 im „Koizumi-Boom“ noch für die LDP gestimmt hatten, 2005 für Kandidaten anderer Parteien oder blieben der Wahl fern.
| Partei | Partei                       | Stimmen   | Anteil   | Sitze | Änderung       |
| ------ | ---------------------------- | --------- | -------- | ----- | -------------- |
|        | Liberaldemokratische Partei  | 1.339.548 | 30,7 %   | 48    | −3             |
|        | Demokratische Partei         | 1.070.893 | 24,5 %   | 35    | +16            |
|        | Kōmeitō                      | 786.292   | 18,0 %   | 23    | +2             |
|        | Kommunistische Partei Japans | 680.200   | 15,6 %   | 13    | −2             |
|        | Tōkyō Seikatsusha Network    | 181.020   | 4,1 %    | 3     | −3             |
|        | Sonstige *                   |           |          | 1     | 0              |
|        | Unabhängige                  | 4         | 0        |       |                |
| Summe  | Summe                        |           | 100,00 % | 127   | +10 (Vakanzen) |

(*) Einziger gewählter Kandidat für Gyōkaku hyakutōban („Verwaltungsreform 110“)
Die Änderung der Sitzzahl ist im Vergleich zur Zusammensetzung vor der Wahl angegeben.

### Wahlkreise
In sechs Wahlkreisen wurden LDP-Amtsinhaber abgewählt, darunter in Bunkyō Tarō Hatoyama, dessen Vater Kunio 1999 noch mit Unterstützung der Demokratischen Partei bei der Gouverneurswahl Shintarō Ishihara unterlegen war. Die DPJ verlor nur in Shinjuku und Kita wieder kandidierende Amtsinhaber, konnten aber in beiden Wahlkreisen einen neuen Kandidaten ins Parlament bringen. Der Kōmeitō gelang es, dass alle ihre 23 Bewerber gewählt wurden.
| Tama-Gebiet | Tama-Gebiet | Tama-Gebiet | Tama-Gebiet | Tokio und Inseln | Tokio und Inseln | Tokio und Inseln | Tokio und Inseln | Tokio und Inseln | Tokio und Inseln |
| ----------- | ----------- | ----------- | ----------- | ---------------- | ---------------- | ---------------- | ---------------- | --- | --- |
| Ōme         | Nord-Tama 1 | Nord-Tama 4 |             |                  | Itabashi         | Kita             | Arakawa          | Adachi | Katsushika |
| West-Tama   | Tachikawa   | Kodaira     | Nishitōkyō  | Nerima           | Toshima          | Bunkyō           | Taitō            | Sumida | Edogawa |
| Akishima    | Nord-Tama 2 | Koganei     | Musashino   | Nakano           | Shinjuku         | Chiyoda          | Chūō             | Kōtō | |
|             | Hino        | Fuchū       | Mitaka      | Suginami         | Shibuya          | Minato           |                  | Parteizugehörigkeit der Wahlsieger (Stand: Wahltag) Liberaldemokratische Partei Demokratische Partei Kōmeitō Kommunistische Partei Japans Tōkyō Seikatsusha Network Gyōkaku 110 Unabhängige | Parteizugehörigkeit der Wahlsieger (Stand: Wahltag) Liberaldemokratische Partei Demokratische Partei Kōmeitō Kommunistische Partei Japans Tōkyō Seikatsusha Network Gyōkaku 110 Unabhängige |
| Hachiōji    | Süd-Tama    | Nord-Tama 3 | Setagaya    | Meguro           | Shinagawa        |                  |                  | Parteizugehörigkeit der Wahlsieger (Stand: Wahltag) Liberaldemokratische Partei Demokratische Partei Kōmeitō Kommunistische Partei Japans Tōkyō Seikatsusha Network Gyōkaku 110 Unabhängige | Parteizugehörigkeit der Wahlsieger (Stand: Wahltag) Liberaldemokratische Partei Demokratische Partei Kōmeitō Kommunistische Partei Japans Tōkyō Seikatsusha Network Gyōkaku 110 Unabhängige |
| Machida     |             |             |             | Ōta              |                  | Inseln           |                  | Parteizugehörigkeit der Wahlsieger (Stand: Wahltag) Liberaldemokratische Partei Demokratische Partei Kōmeitō Kommunistische Partei Japans Tōkyō Seikatsusha Network Gyōkaku 110 Unabhängige | Parteizugehörigkeit der Wahlsieger (Stand: Wahltag) Liberaldemokratische Partei Demokratische Partei Kōmeitō Kommunistische Partei Japans Tōkyō Seikatsusha Network Gyōkaku 110 Unabhängige |

Die Zusammensetzung der Wahlkreise, die nicht deckungsgleich mit Gemeinden sind, war wie folgt:
- Wahlkreis Nishitama („West-Tama“ entspricht der früheren Zusammensetzung des gleichnamigen Kreises (gun) ohne die Stadt Ōme): Fussa, Hamura, Akiruno, Hinohara, Hinode, Mizuho, Okutama
- Wahlkreis Minamitama („Süd-Tama“, entspricht der letzten Zusammensetzung des gleichnamigen Kreises): Tama, Inagi
- Wahlkreis Kitatama („Nord-Tama“, nach dem früheren gleichnamigen Kreis) 1: Higashimurayama, Higashiyamato, Musashimurayama
- Wahlkreis Kitatama 2: Kokubunji, Kunitachi
- Wahlkreis Kitatama 3: Chōfu, Komae
- Wahlkreis Kitatama 4: Kiyose, Higashikurume
- Inselwahlkreis: Aogashima, Hachijō, Mikurajima, Miyake, Ogasawara, Kozushima, Niijima, Ōshima, Toshima

## Auswirkungen
Zum Parlamentspräsidenten wurde Chūichi Kawashima (LDP, Inselwahlkreis) gewählt, Vizepräsident wurde Yoshiaki Kiuchi (Kōmeitō, Kōtō).